# Disuguaglianza di Harnack
In matematica, la disuguaglianza di Harnack è una disuguaglianza che mette in relazione i valori di una funzione armonica in due punti diversi, introdotta da Carl Harnack nel 1887. Serrin e Moser generalizzarono successivamente la disuguaglianza per le soluzioni di equazioni alle derivate parziali ellittiche e paraboliche. Nella dimostrazione della congettura di Poincaré, Perelman utilizzò una versione della disuguaglianza di Harnack, scoperta da Richard Hamilton, per il flusso di Ricci. La disuguaglianza di Harnack viene inoltre utilizzata per dimostrare il teorema di Harnack sulla convergenza di successioni di funzioni armoniche, e inoltre viene usata per mostrare la hölderianità delle soluzioni deboli di equazione alle derivate parziali.

## Enunciato

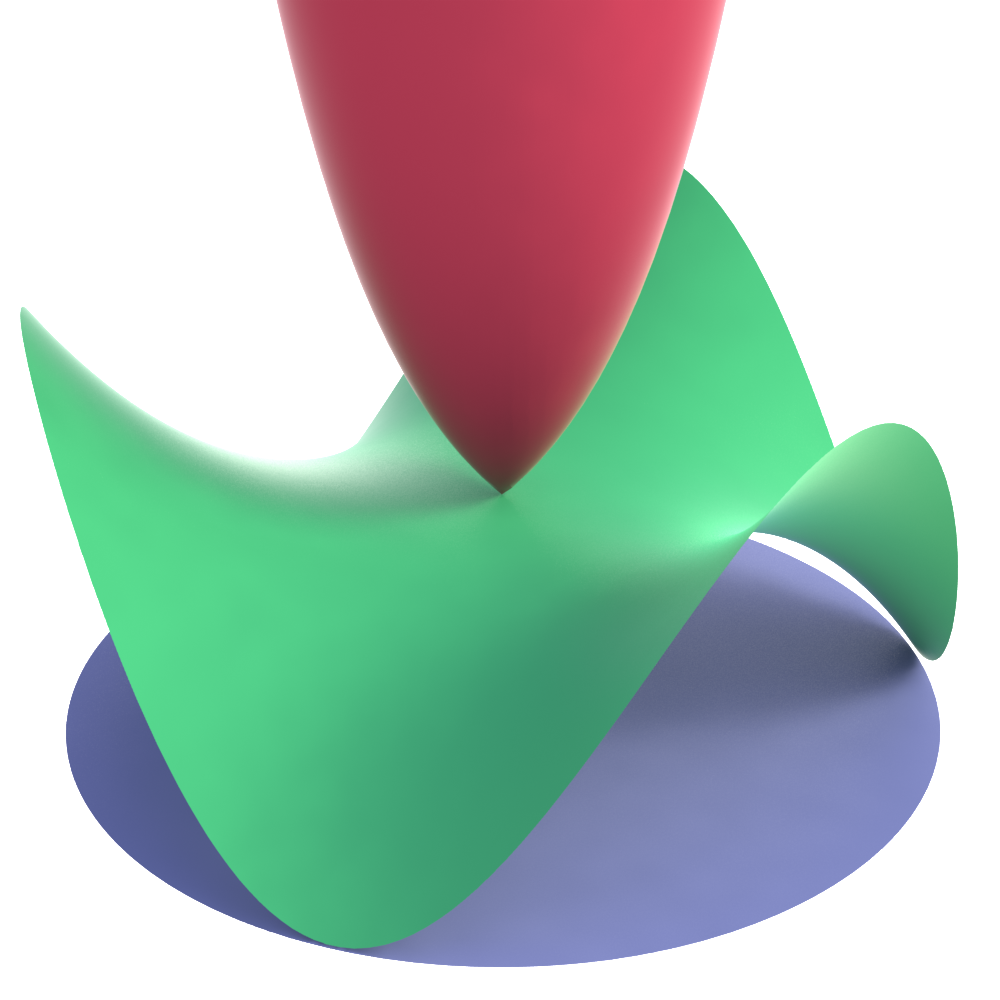
Una funzione armonica (verde) su un disco (blu) è limitata superiormente da una funzione (rosso) che coincide con la funzione armonica al centro e diverge vicino al bordo del disco.

La disuguaglianza di Harnack si applica a una funzione non negativa {\displaystyle f} definita su una palla chiusa di {\displaystyle \mathbb {R} ^{n}} con raggio {\displaystyle R} e centro {\displaystyle x_{0}}. Se {\displaystyle f} è continua sulla palla chiusa e armonica nella sua parte interna, allora per ogni punto {\displaystyle x} con {\displaystyle \|x-x_{0}\|=r<R} si ha
{\displaystyle {\frac {1-(r/R)}{[1+(r/R)]^{n-1}}}f(x_{0})\leq f(x)\leq {1+(r/R) \over [1-(r/R)]^{n-1}}f(x_{0}).}
Nel piano {\displaystyle \mathbb {R} ^{2}} ({\displaystyle n=2}), la disuguaglianza assume la forma:
{\displaystyle {\frac {R-r}{R+r}}f(x_{0})\leq f(x)\leq {\frac {R+r}{R-r}}f(x_{0}).}
Nel caso di domini generali {\displaystyle \Omega } in {\displaystyle \mathbb {R} ^{n}}, la disuguaglianza afferma che, se {\displaystyle \omega } è un dominio limitato con {\displaystyle {\bar {\omega }}\subset \Omega }, allora esiste una costante {\displaystyle C} tale
{\displaystyle \sup _{x\in \omega }u(x)\leq C\inf _{x\in \omega }u(x)}
per ogni funzione {\displaystyle u(x)} non negativa, armonica e derivabile due volte. La costante {\displaystyle C} è indipendente dalla funzione {\displaystyle u}, infatti dipende solo dai domini {\displaystyle \Omega } e {\displaystyle \omega }.

## Dimostrazione in una palla
Per la formula di Poisson,
{\displaystyle f(x)={\frac {1}{\omega _{n-1}}}\int _{\|y-x_{0}\|=R}{\frac {R^{2}-r^{2}}{R\|x-y\|^{n}}}\cdot f(y)\,dy,}
dove {\displaystyle \omega _{n-1}} è l'area della sfera unitaria di {\displaystyle \mathbb {R} ^{n}} e {\displaystyle r=\|x-x_{0}\|}.
Poiché
{\displaystyle R-r\leq \|x-y\|\leq R+r,}
il nucleo integrale soddisfa
{\displaystyle {\frac {R-r}{R(R+r)^{n-1}}}\leq {\frac {R^{2}-r^{2}}{R\|x-y\|^{n}}}\leq {\frac {R+r}{R(R-r)^{n-1}}}.}
La disuguaglianza di Harnack si ottiene sostituendo quest'ultima stima nell'integrale precedente, e usando il fatto che la media di una funzione armonica su una sfera è uguale al valore al centro della palla:
{\displaystyle f(x_{0})={\frac {1}{R^{n-1}\omega _{n-1}}}\int _{\|y-x_{0}\|=R}f(y)\,dy.}

## Equazioni alle derivate parziali ellittiche
Per l'equazioni alle derivate parziali ellittiche, la disuguaglianza di Harnack afferma che l'estremo superiore di una soluzione positiva in una qualche regione aperta e connessa è limitato da una certa costante moltiplicata per l'estremo inferiore, con un possibile termine additivo che contiene una norma funzionale dei dati:
{\displaystyle \sup u\leq C(\inf u+\|f\|)}
La costante dipende dall'ellitticità dell'equazione e dalla regione aperta e connessa.

## Equazioni alle derivate parziali paraboliche
Esiste una versione della disuguaglianza di Harnack per EDP lineari paraboliche come l'equazione del calore.
Sia {\displaystyle {\mathcal {M}}} un dominio liscio e limitato di {\displaystyle \mathbb {R} ^{n}} e si consideri l'operatore lineare ellittico
{\displaystyle {\mathcal {L}}u=\sum _{i,j=1}^{n}a_{ij}(t,x){\frac {\partial ^{2}u}{\partial x_{i}\,\partial x_{j}}}+\sum _{i=1}^{n}b_{i}(t,x){\frac {\partial u}{\partial x_{i}}}+c(t,x)u}
con coefficienti lisci e limitati, e {\displaystyle (a_{ij})} una matrice definita positiva. Si supponga che {\displaystyle u(t,x)\in C^{2}((0,T)\times {\mathcal {M}})} sia una soluzione di
{\displaystyle {\frac {\partial u}{\partial t}}-{\mathcal {L}}u\geq 0} in {\displaystyle (0,T)\times {\mathcal {M}}}
tale che
{\displaystyle \quad u(t,x)\geq 0{\text{ in }}(0,T)\times {\mathcal {M}}.}
Sia {\displaystyle K} contenuto in modo compatto in {\displaystyle {\mathcal {M}}} e si scelga {\displaystyle \tau \in (0,T)}. Allora esiste una costante {\displaystyle C>0} (che dipende solo da {\displaystyle K}, {\displaystyle \tau } e i coefficienti di {\displaystyle {\mathcal {L}}}) tali che, per ogni {\displaystyle t\in (\tau ,T)},
{\displaystyle \sup _{K}u(t-\tau ,\cdot )\leq C\inf _{K}u(t,\cdot ).}